# Villu Jaanisoo

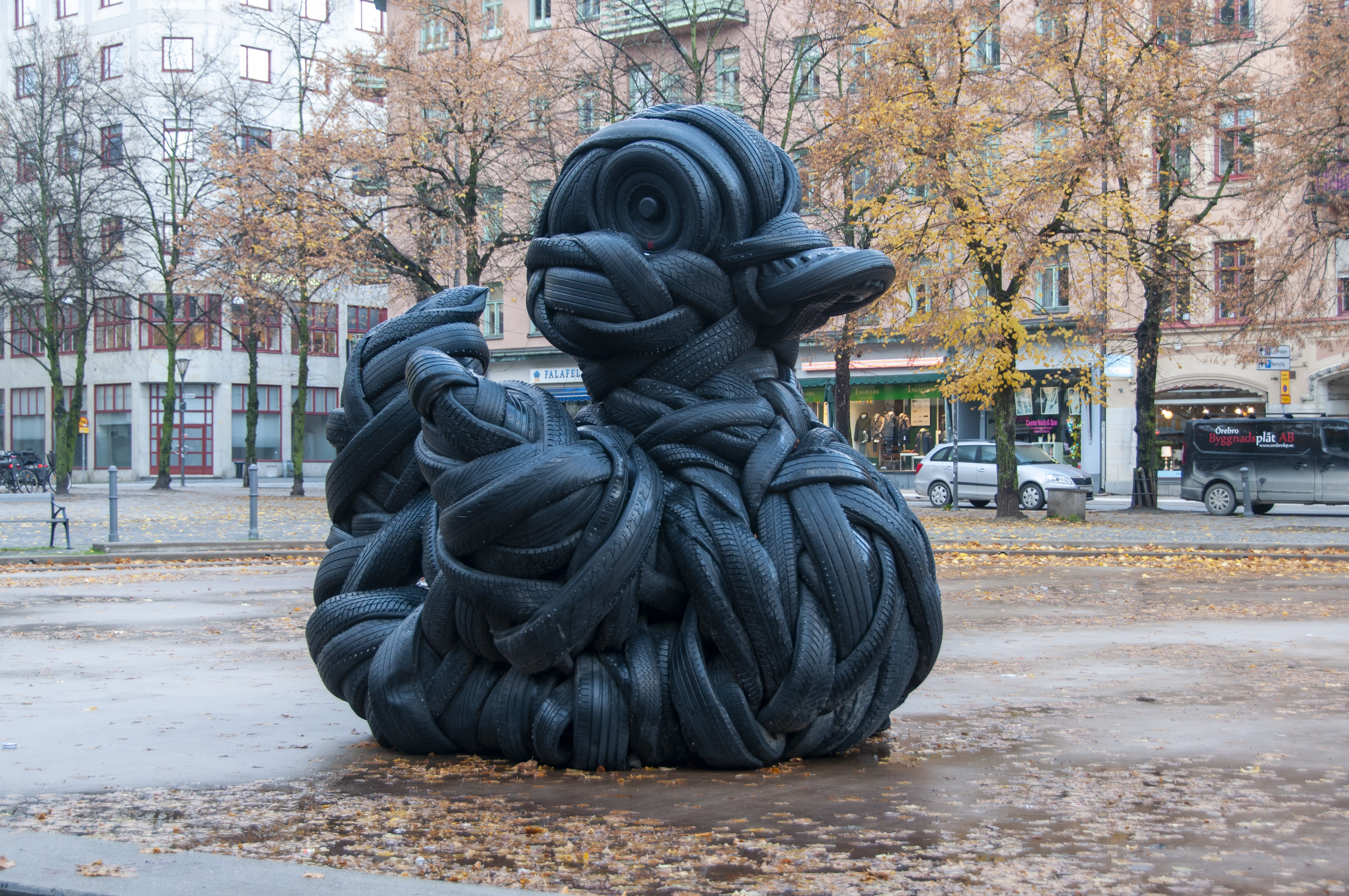
Second Rubberduck, i Örebro

Villu Jaanisoo, född 1963 i Tallinn i Estland, är en estnisk skulptör. Han är professor i skulptur vid Konstuniversitetets Bildkonstakademi i Helsingfors  sedan 2009. Han bor  och arbetar huvudsakligen i Birkala och i Helsingfors.
Villu Jaanisoo tog examen vid Estlands konstakademi (estniska: Eesti Kunstiakadeemia) i Tallinn 1989.
Han har gjort offentliga verk i många länder, flest i Finland och Estland. Ett av de mest kända är Estoniamonumentet "Katkenud liin"  (svenska: Den brutna linjen) i Tallinn, som Villu Jaanisoo skapat tillsammans med den finska arkitekten Jorma Mukala. Minnesmärket invigdes dagen före Estoniakatastrofens tvåårsdag den 27 september 1996. 
Ett urval andra, kända verk av Villu Jaanisoo:
- Porträtt av Juice Leskinen, 1992
- Homo Birkkalensis, brons, i Birkala, 1998
- Kaikki on mahdollista (svenska: Allt är möjligt), en nästan fem meter hög gorilla av begagnade bildäck i Viks forskarpark, som är en stadsdel i Ladugårdens distrikt i Helsingfors, 2009
- Kuukkeli, en närmare sex meter hög skulptur föreställande en fågel i Fiskehamnen, som ligger i stadsdelen Sörnäs i Helsingfors, 2015